# Centre hospitalier de Kourou
Le Centre Hospitalier de Kourou (abrégé en CHK) est un établissement public de santé situé dans la ville de Kourou en Guyane.

## Historique
En 1965, le Centre Hospitalier de Kourou est un dispensaire de premiers soins pour les personnels de la base spatiale et les habitants de Kourou.
En 1983, l’Association Médico-Chirurgicale de Kourou (AMCK) reçoit les autorisations d’exploitation  jusqu’alors détenues par le CNES.
En 1984, l’AMCK signe avec la Croix-Rouge française une convention déléguant à cette dernière la gestion  de l’hôpital.
En 2004, la Croix-Rouge française obtient les autorisations sanitaires et la propriété des équipements, biens et immeubles du Centre Hospitalier de Kourou.

## Spécialités
Depuis 2022, le centre hospitalier de Kourou propose la polysomnographie pour aider à diagnostiquer l'apnée du sommeil, souvent associée au diabète dont la prévalence est forte en Guyane,.